# Comté de Morgan (Ohio)
Pour les articles homonymes, voir Morgan et Comté de Morgan.
Le comté de Morgan est situé dans l’État de Ohio, aux États-Unis. Il comptait 14 897 habitants en 2000. Son siège est McConnelsville.